# Eomysticetidae
Eomysticetidae es una familia extinta de cetáceos misticetos pertenecientes al grupo Chaeomysticeti (misticetos desdentados). Es una de las dos familias comprendidas en el clado de queomisticetos basales Eomysticetoidea (siendo la otra Cetotheriopsidae).

## Descripción

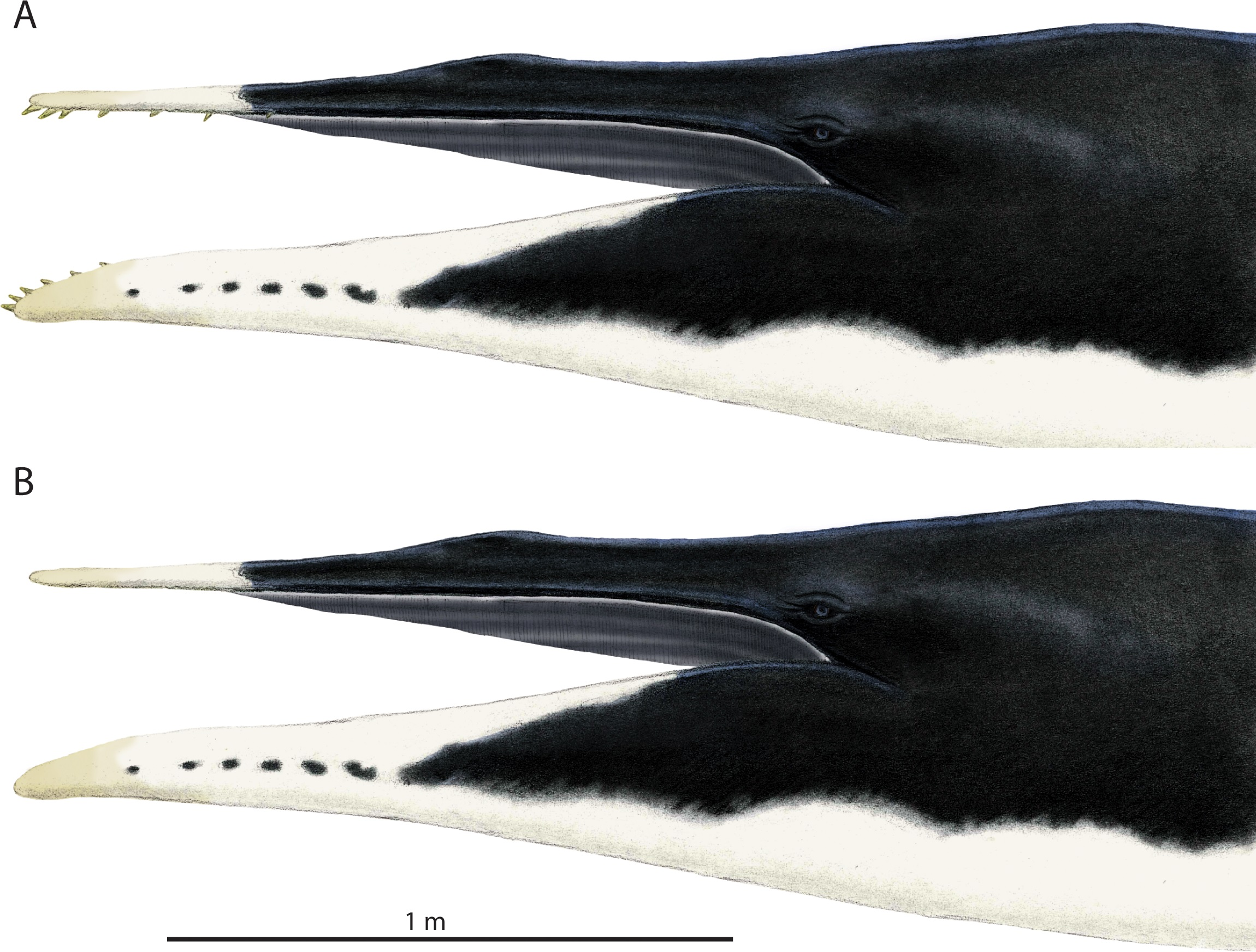
Recreación artística de Waharoa ruwhenua.

Los eomisticétidos se agrupan por la siguiente combinación de características primitivas y derivadas en relación con los queomisticetos más avanzados (los Balaenomorpha): un proceso cigomático sin una cresta supramastoidea; la reducción del proceso superior del periótico en una cresta baja con ápices anterior y posterior en vista media o lateral; los espiráculos situados adelante de los ojos; una región intertemporal alargada con exposiciones parietal y frontal largas en el vértice craneal; nasales alargados; procesos coronoides grandes en las mandíbulas; rostro aplanado; mandíbulas inclinadas lateralmente; ausencia de dientes funcionales; y grandes forámenes mandibulares.

## Taxonomía
Se conocen siete géneros en Eomysticetidae: Eomysticetus, Matapanui, Micromysticetus, Tohoraata, Tokarahia, Waharoa y Yamatocetus.
Hasta el inicio del siglo XXI, algunos de los representantes conocidos de la familia se consideraban como pertenecientes a la familia Cetotheriidae, por entonces usada como un taxón cajón de sastre, incluyendo a Tokarahia lophocephalus y a Tohoraata waitakiensis. Sin embargo, en la descripción original de Eomysticetus, ya se señalaban las similitudes de "Mauicetus" lophocephalus con Eomysticetus, aunque Sanders y Barnes (2002) prefirieron no asignar a "M." lophocephalus a Eomysticetidae. Los estudios consecutivos confirmaron la clasificación de "M." lophocephalus y "M." waitakiensis en Eomysticetidae.

## Paleobiología
Como miembros de Chaeomysticeti, los eomisticétidos usaban sus placas de barbas para filtrar el krill y otros organismos planctónicos. Aunque eran superficialmente similares a los queomisticetos talasoterios, sus grandes canales mandibulares indican que eran incapaces de alimentarse embistiendo como hacen las balenoptéridas modernas. Una almohadilla grasa en el canal mandibular sugiere que los eomisticétidos podían oír bajo el agua.